# Landskap i Tjeckien

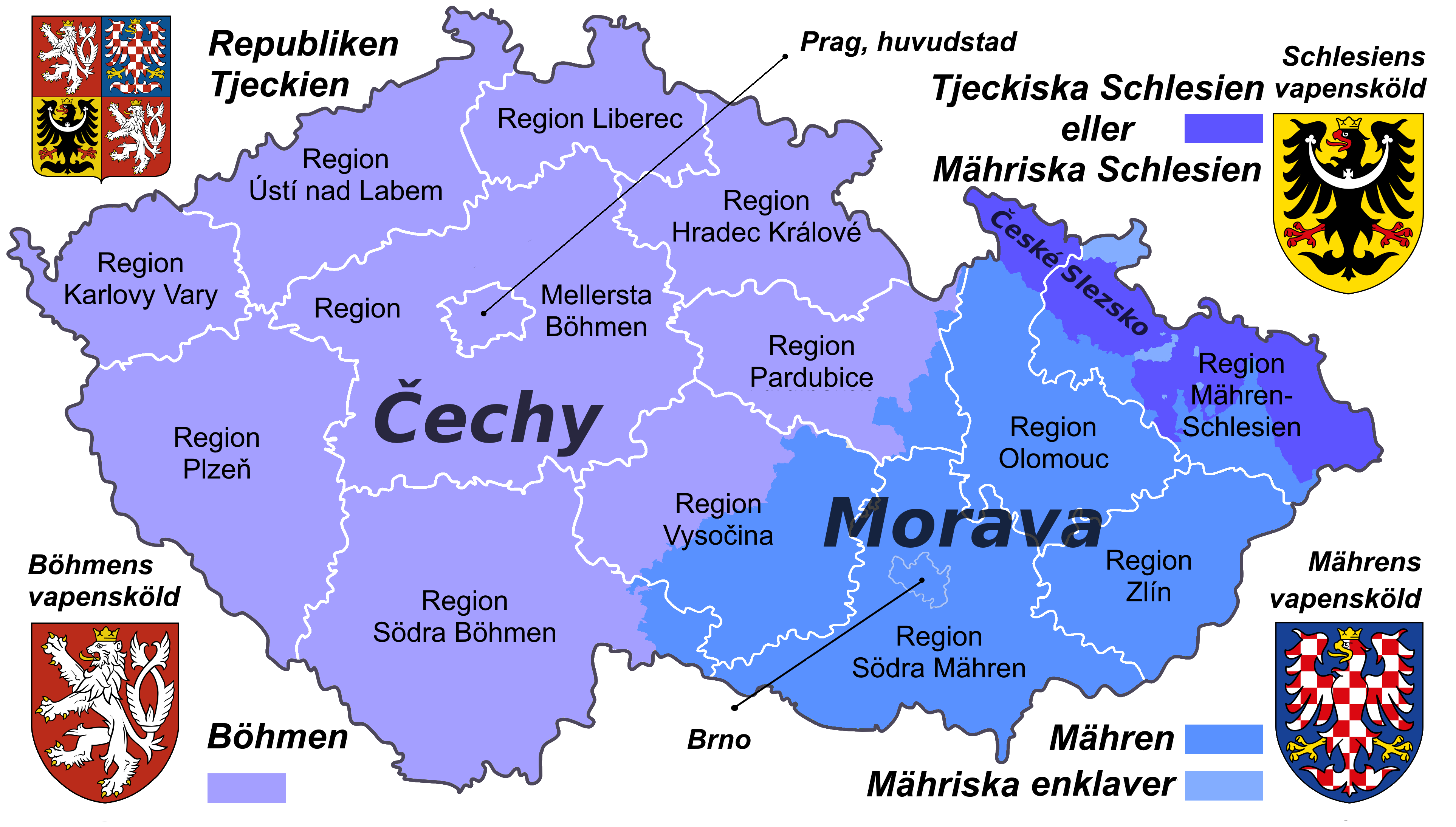
Böhmiska länderna jämfört med dagens administrativa regioner

De tjeckiska landskapen, de böhmiska kronländerna, Böhmen, Mähren och Schlesien, är tre historiska provinser som idag bildar Tjeckiska republiken. Tjeckiens statsvapen är sammansatt av vapnen för de tre landskapen.
Se även tjeckisk historia.